# Cárcel de Puente Alto
La cárcel de Puente Alto, oficialmente Centro de Detención Preventiva de Puente Alto, es un recinto penal chileno ubicado en la comuna de Puente Alto, ciudad de Santiago, Chile. Construida en 1982, está dividida en cinco torres, cada una con cuatro pisos y un patio interno.